# VOA-PNN
VOA-PNN (abréviation de Voice of America-Persian News Network) est le service de diffusion, en persan, par radio et télévision, du gouvernement américain, ayant son siège à Washington DC. Elle commence ses diffusions le vendredi 18 octobre 1994, avec une émission d'une heure. Avant la diffusion des émissions de télévision, elle commence par la radio, le jeudi 22 novembre 1979, avec les émissions d'une demi-heure.

## Administration
Le premier directeur de VOA-PNN est Ahmad Reza Baharlou. Après Baharlou, Kambiz Mohammadi, Shila Ganji, Behrouz Abbassi, Behrouz Souresrafil, James Glassman, Hida Fouladvand et Ramin Asgard lui succèdent. C'est actuellement Setare Derakhshesh qui en est la directrice.

## Ligne éditoriale
VOA-PNN se montre très proche de l’administration Trump. Ses journalistes ont régulièrement attaqué les détracteurs de la politique iranienne du président américain. The Intercept souligne dans une enquête que « les attaques publiques sont la manifestation la plus visible d'une transformation en cours depuis novembre 2016. VOA Persian et nombre de ses employés sont devenus furieusement pro-Trump, abandonnant leur mission déclarée de fournir des informations équilibrées aux Iraniens. ».